# 바라타르나
바라타르나는 파라타르나로 쓰이기도 하는데 기원전 15세기의 미탄니의 후르 왕국의 왕(재위:기원전 1470~기원전 1450)이었다. 그는 파르사타타르와 동일한 인물일 수 있다. 산스크리트 어로 바라타르나는 위대한 태양이다.
그의 개인 기록은 발견된 것이 없지만 이름은 누지의 기록에 "바라타르나 왕이 죽고 화장될 때" 라고 언급되어 있다. 추가의 정보가 알랄락의 이드리미의 비문에 포함되어 있다. 바라타르나는 후르족을 다스렸고 이드리미를 그의 총독으로 하였다. 미탄니는 그의 시대에 아마도 동쪽으로 아라파까지 확장되었다. 
바라타르나는 이집트 파라오 투트모세 3세 시절에 미탄니 왕으로 기원전 1447년에 유프라테스강으로 원정 온 그와 마주쳤다. 
이집트의 문헌에는 그의 이름을 언급하지 않았다. 그는 기원전 15세기 투트모세 3세가 싸웠던 나하린의 왕이었을 것으로 추정된다.  
누지 비문의 파샤타타르가 바라타르나와 같은 왕인지 아닌지가 논쟁되고 있다. 
투트모세 3세의 치세에 이집트 군대는 유프라테스강을 건너 미타니의 땅으로 들어갔다. 메기도에서 그는 카데시의 군주아래의 330명의 미탄니 왕자들과 종족 지도자들의 연맹과 싸웠다. 미탄니도 군대를 보냈다. 이것이 조약에의한 것인지는 공도의 위협에 대한 반응인지는 논란의 대상이다. 이집트는 승리하여 북쪽으로의 길을 열었다. 
투트모세 3세는 다시 그의 치세 33년에 미타니와의 전투를 재개하였다. 이집트의 군대는 유프라테스강을 카르케미시에서 건너 알레포의 남서쪽 20km의 이린이라는 마을에 도착하였다. 그들은 유프라테스강을 항해하여 에마르로 갔다. 그 후 미타니를 거쳐 귀환하였다. 니자 호수에서 코끼리 사냥은 연대기에 기록되어 있다. 이것은 인상적인 PR이지만 어떠한 영구적인 규칙에 도달하지 못하였다. 단지 오론테스강 중류의 지역과 페니키아가 이집트 영토가 되었다. 
누하시세에 원정에서 미탄니에 대한 이집트의 승리가 기록되었다. 다시 이것은 영구적인 영토 획득으로 도달하지 못하였다. 바라타르나 또는 그의 아들 샤우슈타타르는 북 미탄니를 누하시세와 키주와트나에서 알랄락의 해안 영토까지 오론테스강 입구의 묵시(Muksih) 왕국에서 다스렸다. 
| 전 대 슈타르나 1세 | 제3대 미탄니 국왕 기원전 1470~기원전 1450 | 후 대 파르샤타타르 |